# Gerald McBoing! Boing! on Planet Moo
Gerald McBoing! Boing! on Planet Moo ist ein US-amerikanischer animierter Kurzfilm von Robert Cannon aus dem Jahr 1956.

## Handlung
Gerald McBoing-Boing, der Junge der nur über Geräusche kommunizieren kann, wird von Außerirdischen entführt und auf den Planeten Moo gebracht. Versuche der Regierung, Gerald zu befreien, schlagen fehlt, da der Sprit der Raketen nicht bis zum Planeten Moo reicht. Der bitterarme Planet Moo plant eine Kooperation mit den Erdlingen, um Touristen auf den Planeten zu holen und so die Wirtschaft anzukurbeln. Da Gerald nur in Geräuschen spricht, glaubt der König, alle Erdenbewohner würden so reden und versucht sich ebenfalls in Geräuschsprache („Boing Boing“).
Um Gerald zurück auf die Erde zu bringen, muss der König zur Benzinzahlung seine Krone versetzen und alle werden kurze Zeit später wegen Geschwindigkeitsübertretung kurzzeitig eingesperrt, da der König sich ohne Krone nicht ausweisen kann. Da Gerald jedoch nicht seine Brotbox, sondern die Box mit der Krone bei sich trägt, kann sich der König kurze Zeit später vor dem Gefängniswärter legitimieren.
Der König, sein Berater und Gerald kommen auf der Erde an, wo Gerald von seinen Eltern in die Arme geschlossen wird. Da der König sich mit Boing-Boing-Lauten verständigt, gehen auch der Bürgermeister und andere hohe Würdenträger auf diese Lautsprache ein, verbeugen sich und ziehen Hüte. Der König reist ab und beschließt, auf Moo eine Schule für die „Menschensprache“ zu gründen, sodass noch heute bei genauem Hinhören in der Ferne „Boing-Boing“-Laute von lernenden Moo-Bewohnern zu hören sind.

## Produktion
Gerald McBoing! Boing! on Planet Moo kam am 9. Februar 1956 in Technicolor in die Kinos. Die Figur Gerald McBoing-Boing wurde von Dr. Seuss erfunden, die eigentliche Handlung entstammt jedoch keiner seiner Erzählungen. Die Personen des Films werden von Marvin Miller gesprochen.

## Auszeichnungen
Gerald McBoing! Boing! on Planet Moo wurde 1957 für einen Oscar in der Kategorie „Bester animierter Kurzfilm“ nominiert, konnte sich jedoch nicht gegen Magoo’s Puddle Jumper durchsetzen.
Im Jahr 1957 erhielt der Film bei den British Film Academy Awards den Preis als bester animierter Film.